# Bangui (Ilocos Norte)
Bangui is een gemeente in de Filipijnse provincie Ilocos Norte op het eiland Luzon. Bij de laatste census in 2010 telde de gemeente ruim 15 duizend inwoners.

## Geografie

### Bestuurlijke indeling
Bangui is onderverdeeld in de volgende 15 barangays:
| - Abaca - Bacsil - Banban - Baruyen - Dadaor - Lanao - Malasin - Manayon | - Masikil - Nagbalagan - Payac - San Lorenzo - San Isidro - Taguiporo - Utol |

## Demografie
Bangui had bij de census van 2010 een inwoneraantal van 15.025 mensen. Dit waren 391 mensen (2,7%) meer dan bij de vorige census van 2007. Ten opzichte van de census van 2000 was het aantal inwoners gegroeid met 698 mensen (4,9%). De gemiddelde jaarlijkse groei in die periode kwam daarmee uit op 0,48%, hetgeen lager was dan het landelijk jaarlijks gemiddelde over deze periode (1,90%).

De bevolkingsdichtheid van Bangui was ten tijde van de laatste census, met 15.025 inwoners op 112,98 km², 133 mensen per km².